# Drama, Šentjernej
Drama je naselje v Občini Šentjernej.
V Drami je nekoč stal železarski trg Otok, katerega naj bi ustanovili rimljani leta 98. Samo ime verjetno izhaja iz latinske besede "dromos", kar pomeni dostop.